# 브뤼허
브뤼허(네덜란드어: Brugge, 프랑스어: Bruges 브뤼주[*], 영어: Bruges 브루지[*])는 벨기에의 도시다. 구 시가지는 중세의 모습을 간직하고 있으며 유네스코 세계문화유산으로 지정되었다. 아름다운 구시가지로 인해 관광지로 이름이 높으며 "북부의 베네치아"라고도 불린다. 중세에는 유럽에서 가장 큰 도시 중에 하나였으나 현재 인구는 11만명 정도이다.

## 지형 및 산업
전통적인 레이스 산업 외에 조선업도 활발하다. 세계 문화 유산으로 정해진 그 아름다운 거리 풍경은 많은 관광객을 모으고 있으며, 관광 산업도 발전하고 있다. 인근 도시로는 약 40km 남동쪽으로 겐트, 90km 남동쪽으로 브뤼셀, 85km 동쪽에 안트베르펜이 위치하고 있다. 프랑스의 릴이 약 65km 남쪽에 자리잡고 있다. 구시 가지에서 북해 해안에 있는 브뤼허-제이브뤼허 항구까지는 15km 정도이다.

### 기후
| 브뤼허 (1981–2010 평균, 일조량 1984–2013)의 기후 | 브뤼허 (1981–2010 평균, 일조량 1984–2013)의 기후 | 브뤼허 (1981–2010 평균, 일조량 1984–2013)의 기후 | 브뤼허 (1981–2010 평균, 일조량 1984–2013)의 기후 | 브뤼허 (1981–2010 평균, 일조량 1984–2013)의 기후 | 브뤼허 (1981–2010 평균, 일조량 1984–2013)의 기후 | 브뤼허 (1981–2010 평균, 일조량 1984–2013)의 기후 | 브뤼허 (1981–2010 평균, 일조량 1984–2013)의 기후 | 브뤼허 (1981–2010 평균, 일조량 1984–2013)의 기후 | 브뤼허 (1981–2010 평균, 일조량 1984–2013)의 기후 | 브뤼허 (1981–2010 평균, 일조량 1984–2013)의 기후 | 브뤼허 (1981–2010 평균, 일조량 1984–2013)의 기후 | 브뤼허 (1981–2010 평균, 일조량 1984–2013)의 기후 | 브뤼허 (1981–2010 평균, 일조량 1984–2013)의 기후 |
| 월                                               | 1월                                              | 2월                                              | 3월                                              | 4월                                              | 5월                                              | 6월                                              | 7월                                              | 8월                                              | 9월                                              | 10월                                             | 11월                                             | 12월                                             | 연간                                             |
| ------------------------------------------------ | ------------------------------------------------ | ------------------------------------------------ | ------------------------------------------------ | ------------------------------------------------ | ------------------------------------------------ | ------------------------------------------------ | ------------------------------------------------ | ------------------------------------------------ | ------------------------------------------------ | ------------------------------------------------ | ------------------------------------------------ | ------------------------------------------------ | ------------------------------------------------ |
| 일평균 최고 기온 °C (°F)                         | 6.2 (43.2)                                       | 7.0 (44.6)                                       | 10.8 (51.4)                                      | 14.5 (58.1)                                      | 17.4 (63.3)                                      | 19.9 (67.8)                                      | 22.4 (72.3)                                      | 22.5 (72.5)                                      | 19.7 (67.5)                                      | 15.3 (59.5)                                      | 10.1 (50.2)                                      | 6.6 (43.9)                                       | 14.7 (58.5)                                      |
| 일일 평균 기온 °C (°F)                           | 3.6 (38.5)                                       | 3.8 (38.8)                                       | 6.8 (44.2)                                       | 9.3 (48.7)                                       | 12.9 (55.2)                                      | 15.6 (60.1)                                      | 17.9 (64.2)                                      | 17.9 (64.2)                                      | 15.0 (59.0)                                      | 11.3 (52.3)                                      | 7.1 (44.8)                                       | 4.1 (39.4)                                       | 10.6 (51.1)                                      |
| 일평균 최저 기온 °C (°F)                         | 0.9 (33.6)                                       | 0.6 (33.1)                                       | 2.8 (37.0)                                       | 4.5 (40.1)                                       | 8.4 (47.1)                                       | 11.3 (52.3)                                      | 13.3 (55.9)                                      | 12.9 (55.2)                                      | 10.4 (50.7)                                      | 7.4 (45.3)                                       | 4.2 (39.6)                                       | 1.7 (35.1)                                       | 6.5 (43.7)                                       |
| 평균 강수량 mm (인치)                            | 66.5 (2.62)                                      | 55.8 (2.20)                                      | 58.0 (2.28)                                      | 44.2 (1.74)                                      | 61.5 (2.42)                                      | 68.5 (2.70)                                      | 71.3 (2.81)                                      | 79.0 (3.11)                                      | 79.2 (3.12)                                      | 84.8 (3.34)                                      | 86.1 (3.39)                                      | 81.1 (3.19)                                      | 836.2 (32.92)                                    |
| 평균 강수일수                                    | 12.6                                             | 10.6                                             | 11.8                                             | 9.7                                              | 10.7                                             | 10.0                                             | 9.9                                              | 9.9                                              | 10.8                                             | 12.1                                             | 13.7                                             | 13.3                                             | 135.1                                            |
| 평균 월간 일조시간                               | 63                                               | 83                                               | 130                                              | 187                                              | 217                                              | 211                                              | 221                                              | 208                                              | 152                                              | 118                                              | 65                                               | 51                                               | 1,705                                            |
| 출처: Royal Meteorological Institute             |                                                  |                                                  |                                                  |                                                  |                                                  |                                                  |                                                  |                                                  |                                                  |                                                  |                                                  |                                                  |                                                  |

## 역사
9세기 초대 플랑드르 백작인 보두앙 1세가 세운 요새가 도시의 기원으로 여겨진다. 3대 아르뉠프 1세 시대에 성 도나티안 대성당과 성 살바토르 대성당이 세워져 요새도 강화되었다.
12세기에 큰 해일이 바다에서 10km 이상 떨어진 브뤼허를 덮쳤다. 당시에 남겨진 큰 홈에 운하를 만들고, 플랑드르 백작인 필립 1세 하에서 즈윈 만과 브뤼허를 연결하는 수로가 정비되어 도시 전체에 수로를 둘러, 배로 교역에 편리한 항구 도시를 만들었다. 브뤼허는 북해에 나오는 관문으로서 적당한 장소가 되고, 영국과 북유럽과 지중해를 연결하는 교역은 13세기가 되면 한자 동맹의 재외 상관이 놓여졌으며, 1277년 제노바 상인이 대서양 연안을 통해 즈윈 만까지 방문하게 되어 금융 및 무역의 일대 거점으로 번영했다. 부자가 된 시민들은 자신들의 성공의 상징으로, 도시의 한가운데에 높은 탑으로 종루를 세웠다. 교회가 사회를 지배하고 있던 시절, 시간을 알리는 종탑은 교회와 왕의 권위와 권력이 강한 곳에서는 시민이 지을 수 없었지만, 브뤼허 시민은 스스로 시장의 시작 시간을 알리는 종루를 세우는 것으로, 그 자립을 나타냈다. 그것은 자본주의 사회의 첫 거점이 된다.
15세기 이후 운하와 즈윈 만에 토사가 퇴적되어 대형 선박의 항행에 지장을 초래하게 되어, 운하 항구로 경제의 중심지로서 그 중요성을 잃고 쇠퇴해 갔다. 그러나 19세기에 운하가 재생되고 아름다운 물의 도시로 다시 사람들을 매료시켜 중세의 모습을 남긴 거리가 현재까지 남겨지게 되었다.
제1차 세계 대전에서 독일의 압력으로 인근 제이브뤼허와 오스텐더에 U보트 기지가 건설되었다. 이 도시의 항구와 수로로 연결되어 있던 일로 인해 영국군의 공격 목표가 되지만, 브뤼허가 직접 공격받는 일은 없었다. 이것은 1970년대와 1980년대 초에 크게 확장되어 국제 여행객들로 붐비었다. 이런 노력의 결과로 2002년에는 유럽 문화 수도로 지정되었다.